# Национален статистически институт (Тунис)
Вижте пояснителната страница за други значения на Национален статистически институт.
Националният статистически институт (на арабски: المعهد الوطني للإحصاء-تونس) е държавна организация в Тунис, подчинена на Министерството на регионалното развитие и международно сътрудничество.
Тя е създадена през 1969 г. От април 2014 г. неин ръководител е Хеди Саиди.